# Meilhan (Landes)
Meilhan é uma comuna francesa na região administrativa da Nova Aquitânia, no departamento Landes. Estende-se por uma área de 39,64 km². Em 2010 a comuna tinha 1 177 habitantes (densidade: 29,7 hab./km²).